# DuBois (Pensilvânia)
DuBois é uma cidade localizada no estado norte-americano de Pensilvânia, no Condado de Clearfield.

## Demografia
Segundo o censo norte-americano de 2000, a sua população era de 8123 habitantes.
Em 2006, foi estimada uma população de 7801, um decréscimo de 322 (-4.0%).

## Geografia
De acordo com o United States Census Bureau tem uma área de
8,7 km², dos quais 8,7 km² cobertos por terra e 0,0 km² cobertos por água.

## Localidades na vizinhança
O diagrama seguinte representa as localidades num raio de 12 km ao redor de DuBois.